# Arpaïs Du Bois

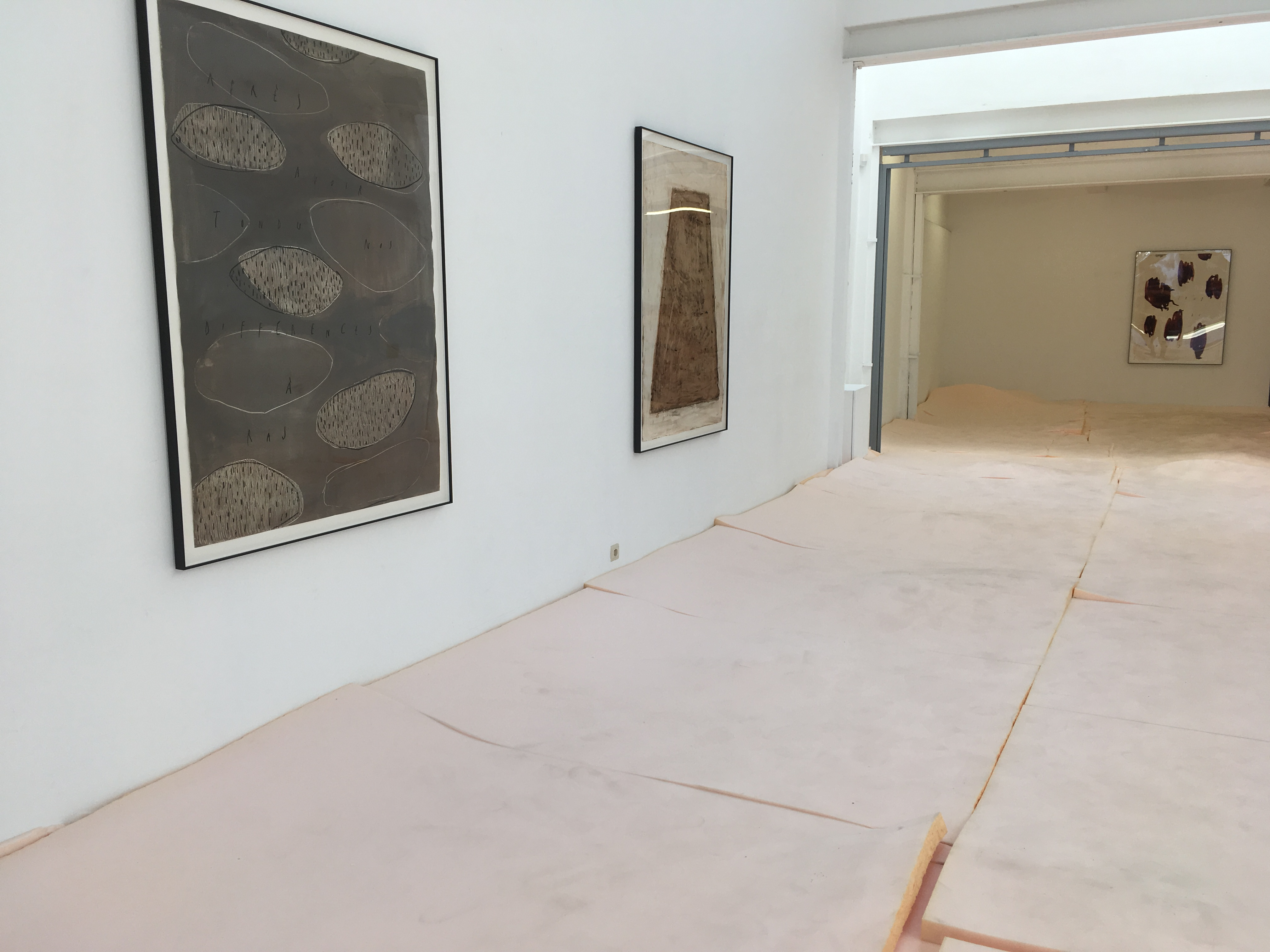
Zicht op de tentoonstelling Trébucheurs – Piétineurs in De Garage, Mechelen, 2018.

Arpaïs Du Bois (Gent, 1973) is een Belgische kunstenares die woont en werkt in Antwerpen. Sinds 2003 doceert ze aan Sint Lucas Antwerpen.

## Biografie en werkwijze
Du Bois volgde een opleiding beeldende kunsten aan Sint Lucas Antwerpen. Ze studeerde in 1998 af met het project histoire, het resultaat hiervan werd in 2004 uitgegeven in het boek Arpaïs Du Bois: Histoire. Een belangrijk aspect in het werk van Du Bois zijn de schetsboeken, waarmee ze begon in haar laatste jaar aan Sint Lucas, die als een soort dagboeken fungeren.
In 2008 verplichtte ze zichzelf iedere dag, tien jaar lang, een tekening te maken naar indrukken uit haar dagelijks leven en deze te posten op de blog "Instant de jour et dessin d'un soir".
De vaak abstracte, minimalistische tekeningen worden meestal vergezeld van taal. Deze Franse woorden en zinnen beschouwt ze als een essentieel onderdeel van haar werk. In 2013 werden de woorden en zinnen uit haar werken tussen 2010 en 2012 geïsoleerd en samengebracht in het boek Petit livre qui ne tient pas debout.
In 2013 maakte Canvas een aflevering van "De Canvasconnectie" over haar werk.
In april 2017 verbleef Arpaïs Du Bois in Zundert op uitnodiging van het Van Goghhuis. Tijdens deze residentie illustreerde ze haar indrukken in een cahier. Het werk dat ze maakte tijdens haar verblijf werd tentoongesteld in de galerie van het Van Goghhuis en gebundeld in het boekje Ma belle saison chez Vincent.

## Where We Met
In 2011 werd het boek Where We Met uitgegeven door de Antwerpse galerie Gallery FIFTY ONE en Lannoo. Deze publicatie kwam tot stand door het werk van Du Bois samen te brengen met dat van de Japnse fotograaf Yamamoto Masao. Hoewel zij elkaar nooit ontmoet hadden, bevat hun werk opvallende overeenkomsten. Toen Fifty One, de galerie waaraan Du Bois op dat moment verbonden was, een samenwerking met Yamamoto Masao aanging volgde een eerste ontmoeting. Het werk van beide kunstenaars werd in dialoog naast elkaar geplaatst en uitgegeven. In 2012 volgde de tentoonstelling "where they met" bij Fifty One in Antwerpen. Later dat jaar volgde de tentoonstelling "where they met – and further" in de Tsjechische galerie Semina Rerum.

## Tentoonstellingen (selectie)
- Bundel Lichamen, 2001, M HKA, Antwerpen
- Les répendus et l’épinglé(e), 2003, Moments Artistiques, Parijs[5]
- des illusions virgule, 2005, Bourlaschouwburg, Antwerpen
- where they met, 2012, Fifty One Fine Art Photography, Antwerpen
- trouver un moyen d’habiter le monde, 2016, Museum Dr. Guislain, Gent
- Ma belle saison chez Vincent, 2017, Van Goghhuis, Zundert
- Trébucheurs – Piétineurs, 2018, De Garage, Mechelen